# Chełm Śląski (gmina)
Chełm Śląski est une gmina rurale du powiat de Bieruń-Lędziny, Silésie, dans le sud de la Pologne. Son siège est le village de Chełm Śląski, qui se situe environ 8 km à l'est de Bieruń et 21 km au sud-est de la capitale régionale Katowice.
La gmina couvre une superficie de 23,33 km2 pour une population de 5 862 habitants.

## Géographie
La gmina inclut les villages de Chełm Mały et Kopciowice.
La gmina borde les villes de Bieruń, Imielin et Lędziny, et les gminy de Chełmek.